# The Illustrated London News
 (mai 2022).
The Illustrated London News  est un magazine britannique illustré fondé en 1842 à Londres et disparu en 2003.

## Histoire
The Illustrated London News a été fondé par Nathaniel Cooke et Herbert Ingram, ainsi que leur ami Mark Lemon, éditeur du magazine Punch. Avec Lemon comme rédacteur en chef, la première édition de l'Illustrated London News paraît le 14 mai 1842. Pour un demi-shilling, le magazine offre seize pages incluant trente-deux gravures sur bois. La première édition présente des images de la guerre en Afghanistan, d'un accident de train en France, de l'explosion d'un bateau à vapeur au Canada et d'un bal au palais de Buckingham.

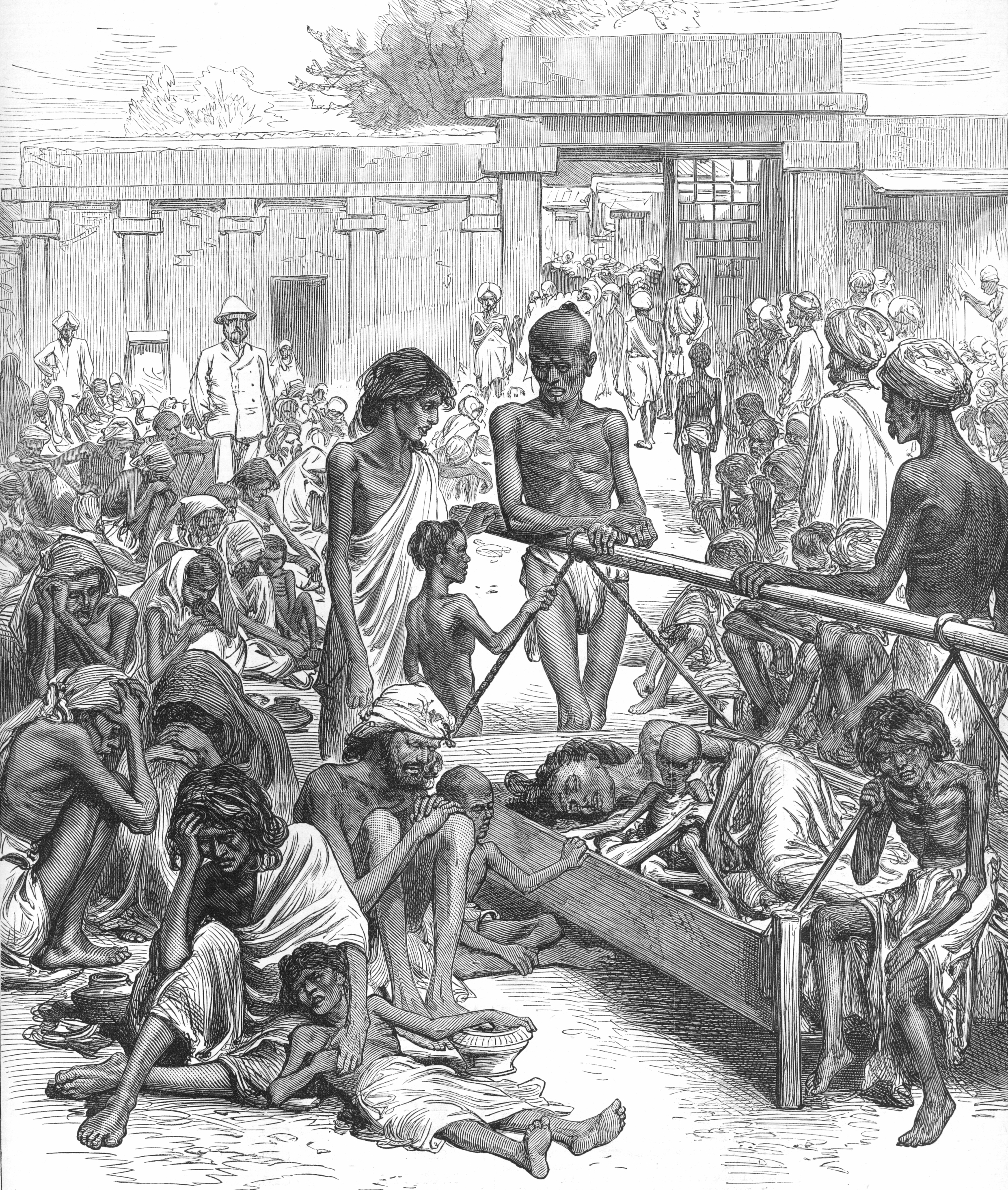
Gravure dans une page de The Illustrated London News du 20 octobre 1877 évoquant la famine de 1876 à 1878 en Inde.

Bien que 26 000 exemplaires du premier numéro aient trouvé preneurs, une très forte baisse des ventes se produisit pour le deuxième numéro et les suivants. Cependant Herbert Ingram était déterminé à faire de son journal un succès. Il fit parvenir à tous les hommes d'Église du pays une copie du numéro présentant des illustrations de l'intronisation de l'archevêque de Cantorbéry, et ainsi s'assura-t-il bon nombre de souscripteurs. La publication fut plus tard une source d'éducation artistique informelle pour John Singer Sargent.
Le magazine fut un hebdomadaire jusqu'en 1971 et devint ensuite un mensuel. Dès 1989, il devint bimensuel, puis trimestriel. Le magazine n'est plus publié mais L´Illustrated London News Group existe toujours. Il est devenu une agence de communication produisant des magazines pour ses clients. Le groupe contrôle également les archives de l'Illustrated London News.

## Contributeurs notables
- J. M. Barrie,
- Tim Beaumont,
- G. K. Chesterton,
- Agatha Christie,
- Wilkie Collins,
- Joseph Conrad,
- Camilla Dufour Crosland (en),
- Arthur Conan Doyle,
- Thomas Hardy,
- Rudyard Kipling,
- Arthur C. Michael
- Sarah Morgan Bryan Piatt,
- George Augustus Sala (en),
- Clement King Shorter,
- Robert Louis Stevenson,